# Mesostenus yacochuyae
Mesostenus yacochuyae är en stekelart som beskrevs av Porter 1973. Mesostenus yacochuyae ingår i släktet Mesostenus och familjen brokparasitsteklar. Inga underarter finns listade i Catalogue of Life.